# Rivière Noire Sud-Ouest
Pour les articles homonymes, voir rivière Noire.
La rivière Noire Sud-Ouest est un affluent de la rive sud de la rivière Noire coulant entièrement dans le territoire non organisé du Mont-Élie, dans la municipalité régionale de comté (MRC) de Charlevoix-Est, au Québec, au Canada.

## Géographie
La partie inférieure de cette vallée est desservie par la route 170 qui relie Saint-Siméon à Petit-Saguenay, laquelle passe sur la rive nord de la rivière Noire. Cette vallée comporte quelques routes forestières secondaires pour les besoins de la foresterie et des activités récréotouristiques.
Les principaux bassins versants voisins de la rivière Noire sont :
- côté nord : rivière Noire, rivière Petit Saguenay, rivière Noire du Milieu, rivière Saguenay ;
- côté est : rivière Noire, fleuve Saint-Laurent ;
- côté sud : rivière du Port au Persil, rivière du Port au Saumon, rivière Comporté, rivière Malbaie, rivière Jacob ;
- côté ouest : ruisseau des Américains, ruisseau des Castors, rivière Malbaie, rivière Snigole.

À partir de la décharge des lacs Lacs du Curé(d), la rivière coule sur environ 28 km selon les segments suivants :
- vers l'est jusqu'aux lignes de haute-tension d'Hydro-Québec ;
- vers le nord-est en longeant le côté ouest d'une route forestière, au sud-est du hameau Les Jardins, jusqu'à un ruisseau venant de l'ouest puis jusqu'au pont de la route forestière, en passant au sud-est du Lac au Plongeon, jusqu'au pont de la route forestière puis jusqu'à un coude de rivière ;
- vers le sud-est, en s'approchant du pied de la montagne à Meniche, jusqu'à un coude de rivière ;
- vers le nord jusqu'à un ruisseau venant de l'ouest puis en serpentant vers le nord recueillant la décharge du lac McLeod venant du sud-ouest et la décharge d'un ensemble de petits lacsvenant de l'ouest, jusqu'à un ruisseau venant de l'ouest puis en formant d'abord un crochet vers l'est et successivement vers le nord, vers l'ouest, et vers le nord où elle dévale de 100 m jusqu'à sa confluence rive droite avec la rivière Noire dans Saint-Siméon[3].

## Toponymie
Le toponyme « Rivière Noire Sud-Ouest » a été officialisé le 5 décembre 1968 à la Banque des noms de lieux de la Commission de toponymie du Québec.